# Amtsgericht Beelitz

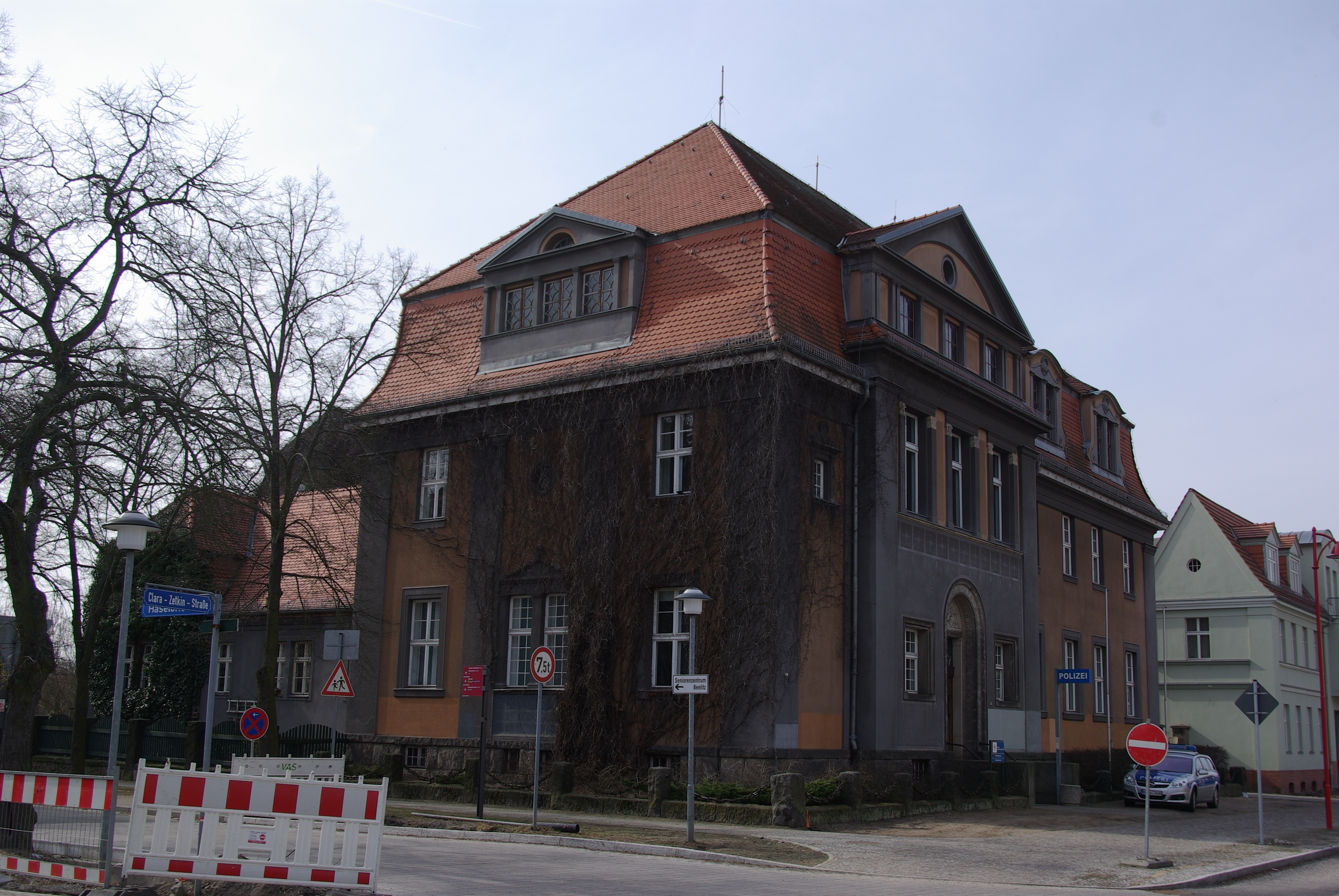
Ehem. Amtsgerichtgebäude (2011)

Das Amtsgericht Beelitz war ein preußisches Amtsgericht mit Sitz in Beelitz, Provinz Brandenburg.

## Geschichte
Belzig war bis 1849 Sitz des Königlichen Land- und Stadtgerichtes Beelitz. Ab 1849 bestand das Kreisgericht Potsdam. Für dieses war in Beelitz eine Zweigstelle (Gerichtsdeputation) eingerichtet. Übergeordnet war das Kammergericht als Appellationsgericht. Im Rahmen der Reichsjustizgesetze wurden diese Gerichte aufgehoben und reichsweit einheitlich Oberlandes-, Land- und Amtsgerichte gebildet. Das königlich preußische Amtsgericht Beelitz wurde mit Wirkung zum 1. Oktober 1879 als eines von elf Amtsgerichten im Bezirk des Landgerichtes Potsdam im Bezirk des Kammergerichtes gebildet. Der Sitz des Gerichtes war die Stadt Beelitz. Sein Gerichtsbezirk umfasste aus dem Landkreis Zauch-Belzig den Stadtbezirk Beelitz, die Amtsbezirke Neuendorf, Stücken und Wittbrietzen sowie die Gemeindebezirke Buchholz, Deutsch Bork und Lühsdorf aus dem Amtsbezirk Buchholz und den Gemeindebezirk Wildenbruch aus dem Amtsbezirk Saarmund. Am Gericht bestand 1880 eine Richterstelle. Das Amtsgericht war damit ein kleines Amtsgericht im Landgerichtsbezirk.
Zum 1. Juli 1951 wurde das Amtsgericht Beelitz in eine Zweigstelle des Amtsgerichtes Belzig umgewandelt. Im Jahre 1952 wurden in der DDR die Amtsgerichte abgeschafft und stattdessen Kreisgerichte gebildet. Beelitz kam zum Kreis Potsdam-Land, zuständiges Gericht war damit das Kreisgericht Potsdam-Land. Das Amtsgericht Beelitz wurde aufgehoben und auch nach dem Zusammenbruch der DDR nicht neu errichtet.

## Sitz
Das Amtsgerichtsgebäude (Clara-Zetkin-Straße 197) wurde im Jahr 1912 erbaut und am 1. Oktober 1913 vom Amtsgericht bezogen. Es steht unter Denkmalschutz.